# Osiris semiatratus
Osiris semiatratus là một loài Hymenoptera trong họ Apidae. Loài này được Shanks mô tả khoa học năm 1987.